# Beaumaris (hrad)
Hrad Beaumaris (velšsky Castell Biwmares) je středověký hrad ve městě Beaumaris na ostrově Anglesey ve Walesu ve Spojeném království. Pochází z doby krále Eduarda I., který se snažil dobýt severní část Walesu. Výstavba hradu byla zahájena v roce 1295. V roce 1403 hrad převzal velšský král Owain Glyndŵr, ale Anglie jej brzy získala zpět.
Hrad je památkově chráněná budova I. stupně a v roce 1986 byl zapsán na Seznam světového dědictví UNESCO v souboru Castles and Town Walls of King Edward in Gwynedd (Hrady a opevněná města krále Edwarda v Gwyneddu).

## Název
Název hradu je odvozen od lokality, v níž byl postaven – bažinatý terén, jehož název pochází z normansko-francouzského výrazu „beau mareys“ nebo „beau marais“, který lze přeložit jako „krásné bažiny“, latinský název de Bello Marisco.

## Historie
Hrad dal postavit anglický král Eduard I. v rámci jeho kampaně dobývání severního Walesu po roce 1282. Plány na výstavbu byly pravděpodobně poprvé zahájeny v roce 1283, kdy král Eduard I. navštívil Anglesey a rozhodl, že nedaleké město Lianfaes bude jeho sídelním městem na tomto ostrově. Výstavba započala v roce 1285 pod vedením jeho dvorního architekta Jamese z Saint George. Waleská populace Lianfaes byla přestěhována asi 19 km daleko na jihozápad do nové osady Newborough. Z počátku probíhala výstavba rychlým tempem a podílelo se na ní až kolem 2600 dělníků. V roce 1298 pro nedostatek finančních prostředků stavba značně zpomalila, v dalším období pokračovala velmi pomalým tempem a v roce 1300 byla zastavena zcela. V obavě z napadení Skotů severního Walesu však byly v roce 1306 práce obnoveny pod Jamesovým vedením a po jeho smrti v roce 1309 v nich pokračoval mistr Nicolas de Derneford. Úplně byla stavba zastavena v roce 1330. Hrad už nebyl nikdy dostavěn. V roce 1403 byl hrad obsazen velšským vojskem v době povstání Owaina Glyndŵra, ale v roce 1404 byl znovu dobyt královskými vojsky. Dále byl obsazen v období Anglické občanské války, kdy byl v roce 1642 obsazen jednotkami věrnými Karlu I. a byl v jejich držení až do roku 1646. V roce 1807 odkoupil hrad od koruny za 735 liber lord Thomas Bulkeley a začlenil jej do svého parku, obklopujícího jeho sídlo Baron Hill. V roce 1925 nechal Richard Williams-Bulkeley provést rozsáhlé restaurátorské práce včetně odstranění vegetace, vyhloubení vodního příkopu a oprav kamenného zdiva. V roce 1950 byl hrad zařazen na Listed building mezi chráněné památkové budovy I. stupně (nejvyšší stupeň ochrany).

## Popis

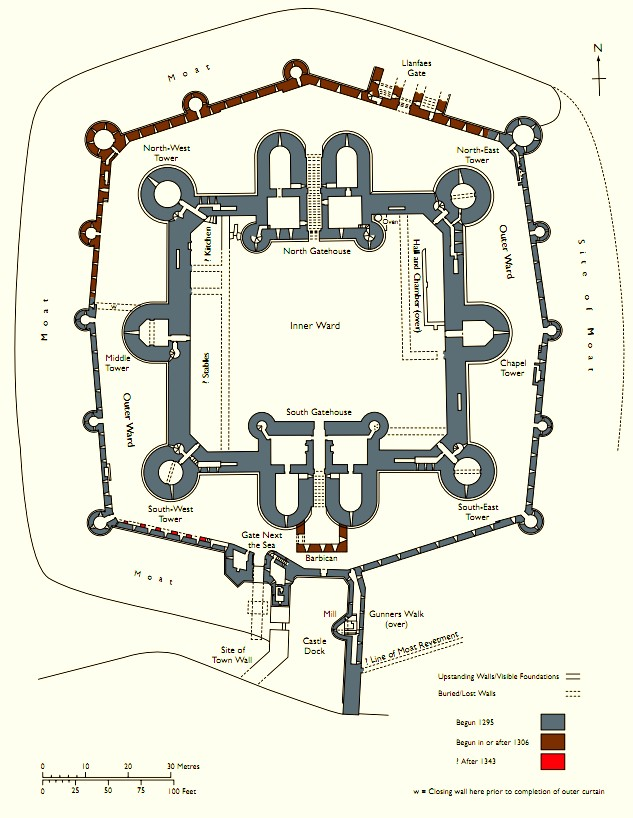
Plán hradu

Hrad je posledním hradem a zároveň největším, který dal postavit anglický král Eduard I. na území Walesu.
Hrad se vyznačuje téměř dokonale symetrickým tvarem, jeho areál je obklopen vodním příkopem. Stavba byla koncipována jako koncentrický hrad. Vnitřní obrannou část komplexu tvoří obranná zeď na čtvercovém půdorysu o rozloze 0,30 ha s šesti symetricky rozmístěnými věžemi a dvěma opevněnými branami. Výška věží dosahovala 11 m a šířka (tloušťka) byla až 3,7 m. Tato stavba je obehnána nižší kamennou obrannou zdí na půdorysu šestiúhelníku s dvanácti cylindrickými věžemi a s dvěma opevněnými branami. Na těchto obranných zdech bylo až tři sta pozic pro lukostřelce, včetně 164 štěrbinových střílen. Prostor mezi vnější a vnitřní obrannou zdí dosahoval šířky až 18 m.
Jako hlavní vchod do hradu sloužila brána vedle moře, vedle přílivového doku, který umožňoval zásobování hradu přímo z moře. Přístav byl chráněn zdí, která byla později pojmenována Gunners walk, a plošinou, na níž mohl být umístěn obléhací stroj trebuchet. Z hlavní brány se postupovalo do barbakanu, chráněného padacím mostem, střílnami a vrhacími otvory a vedoucího do vnitřního prostoru. Druhá brána Lianfaes byla situována do severní hradby hradu. Vnitřní brány byly opevněny dvěma baštami, které vyčnívaly před obranné zdi.